# Wilhelm Freiherr von Pechmann

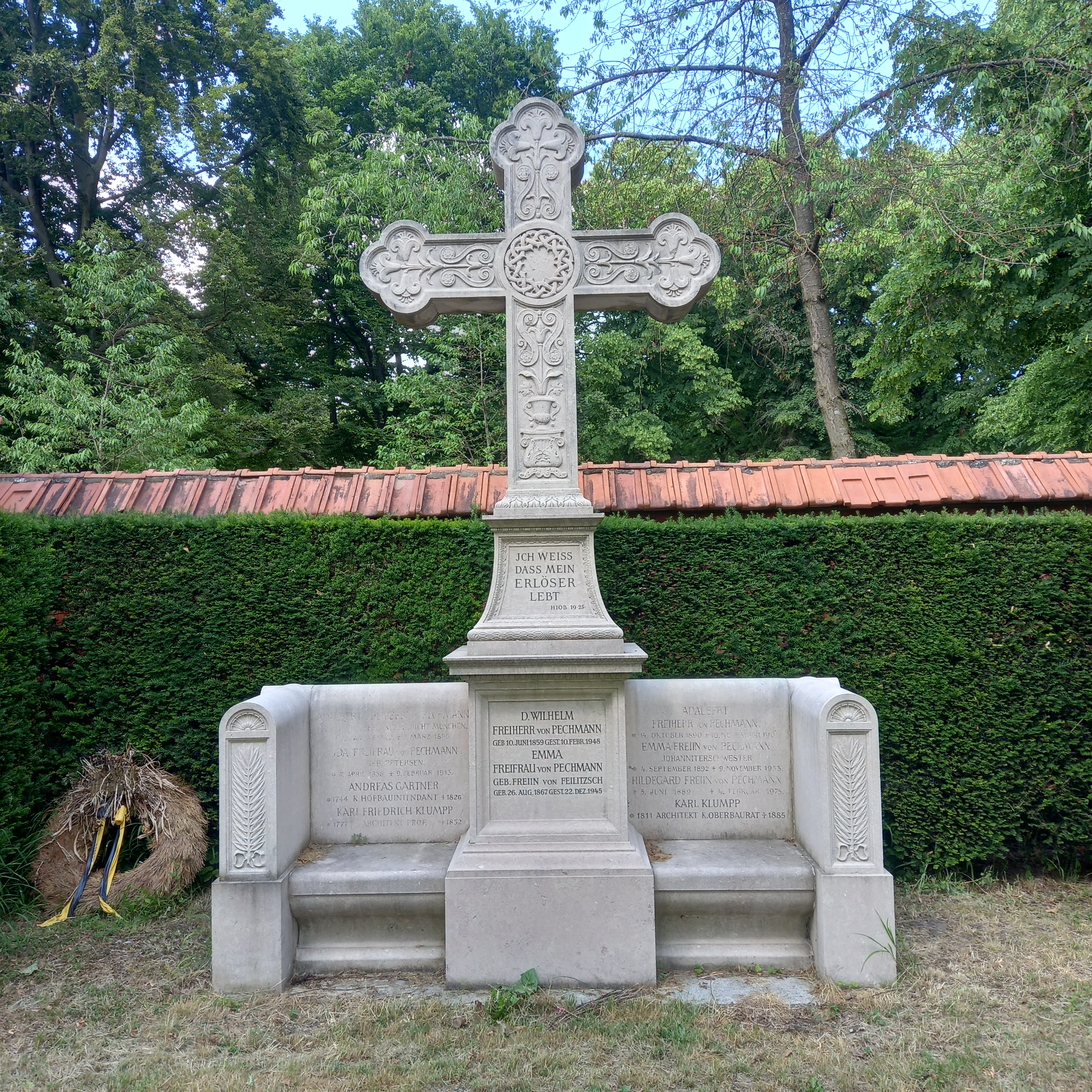
Das Grab von Wilhelm Freiherr von Pechmann und seiner Ehefrau Emma geborene Freiin von Feilitzsch im Familiengrab auf dem Nordfriedhof (München)

Wilhelm Franz Alois Freiherr von Pechmann (* 10. Juni 1859 in Memmingen; † 10. Februar 1948 in München) war Direktor der Bayerischen Handelsbank in München und übernahm neben seinem Beruf zahlreiche wichtige Ämter innerhalb der evangelisch-lutherischen Kirche.

## Leben
Wilhelm von Pechmann entstammte der Adelsfamilie Pechmann.

### Berufliche Laufbahn
Seit 1886 arbeitete Pechmann als juristische Hilfskraft in der Bayerischen Handelsbank in München. 1898 wurde er Direktor der Bank. Als Direktor der Handelsbank war er den Nationalsozialisten in ihrer Anfangszeit noch behilflich, doch bald wurde er zu einem entschiedenen Gegner des Nationalsozialismus.

### Kirchliches Engagement
1901 wurde Pechmann in die Bayerische Generalsynode berufen. 1909 wäre von Pechmann beinahe in das höchste Amt der bayerischen Landeskirche, zum Präsidenten des Oberkonsistoriums, berufen worden; die Berufung scheiterte nur daran, dass er Jurist und nicht Theologe war. 1913 verlieh ihm die Evangelisch-Theologische Fakultät zu Erlangen den Grad eines Ehrendoktors der Theologie. Von 1919 bis 1922 war Pechmann der erste gewählte Präsident der Landessynode der Evangelisch-Lutherischen Kirche in Bayern. Es folgten weitere Mitgliedschaften im Ständigen Ausschuss des Lutherischen Weltkonvents und dem Deutschen Evangelischen Kirchenausschuss. Er war Präsident der verfassunggebenden Deutschen Evangelischen Kirchentage von Stuttgart (1921), Bethel (1924) und Königsberg (1927).
Pechmann wurde 1933 Mitglied der Bekennenden Kirche und pflegte Beziehungen zu den Theologen Karl Barth und Martin Niemöller. Er verabscheute die den Nationalsozialisten nahestehenden Deutschen Christen. Am Ostermontag 1934 trat Wilhelm von Pechmann unter Protest „gegen die Vergewaltigung der Kirche, gegen ihren Mangel an Widerstandskraft, auch gegen ihr Schweigen zu viel Unrecht und zu all dem Jammer und Herzeleid, das man ... in ungezählte „nichtarische“ Herzen und Häuser, christliche und jüdische, getragen hat“ (der Abschiedsbrief wurde im selben Jahr in der Zeitschrift Junge Kirche veröffentlicht), aus der Deutschen Evangelischen Kirche aus. Am 17. Juni 1936 erhielt er auf seinen Antrag hin die Mitgliedskarte der Bekennenden Kirche.
Auch mit dem damaligen bayerischen Landesbischof Hans Meiser lag Pechmann im Streit, weil dieser sich aus seiner Sicht gegenüber den Nationalsozialisten als zu nachgiebig und kompromissbereit erwies. Er forderte Meiser wiederholt auf, das Schweigen zu brechen und gemeinsam mit der katholischen Kirche gegen die Judenverfolgung und Judenvernichtung vorzugehen. Des Weiteren setzte er sich mit den Theologen Paul Althaus, Hermann Sasse und Friedrich Ulmer auseinander, weil von Pechmann der Meinung war, dass ihnen der Kampf um die Wahrung des lutherischen Bekenntnisses wichtiger sei als der Kampf gegen die Deutschen Christen und die Ideologie des Nationalsozialismus.

### Johanniterorden
Wilhelm Freiherr von Pechmann trat 1892 in den Johanniterorden ein, wurde Ehrenritter und 1896 Rechtsritter. Um 1914 agierte Pechmann als Werkmeister der Johanniter in Bayern. Er war lange Mitglied des Konvents der Bayrischen Genossenschaft der Kongregation, Stellvertreter des Kommendators Albrecht Graf zu Pappenheim und wurde selbst zum Ehrenkommendator ernannt. Mit dem Konventsmitglied Friedrich von Praun, der 1944 in Gefängnishaft starb, arbeitete er eng zusammen.

### Konversion
Pechmanns Leben nahm in den letzten Jahren eine unerwartete Wendung: Obwohl er zeitlebens in zahlreichen hochrangigen Ämtern innerhalb der evangelischen Kirche tätig gewesen war, konvertierte Pechmann wenige Jahre vor seinem Tod zum Katholizismus. Am 15. April 1946 trat Pechmann offiziell in die Katholische Kirche über, nachdem er tags zuvor seinen Austritt aus der evangelischen Dreieinigkeitsgemeinde München-Bogenhausen erklärt hatte, und wurde am 12. Juni 1946 von Kardinal Michael Faulhaber gefirmt.
Wilhelm von Pechmann starb am 10. Februar 1948 in München und wurde dort auf dem Nordfriedhof beerdigt.

## Familie
Wilhelm von Pechmann heiratete 1886 Emma von Feilitzsch. Aus der Ehe gingen drei Kinder hervor.

## Nachlass
Wilhelm von Pechmanns Nachlass befindet sich in der Bayerischen Staatsbibliothek.

## Ehrungen
Für seinen Einsatz gegen den Nationalsozialismus wurde Pechmann mehrfach geehrt. 1998 benannte die Augustana-Hochschule Neuendettelsau ihr Hörsaalgebäude nach von Pechmann. Am 29. Januar 2000 wurde im Englischen Garten in München ein Freiherr-von-Pechmann-Weg eingeweiht. Anfang 2008 beschloss die Stadt Memmingen, eine Straße nach Pechmann zu benennen.

## Wilhelm-Freiherr-von-Pechmann-Preis
Die Evangelisch-Lutherische Kirche in Bayern vergibt „seit 2008 in unregelmäßigen Abständen“ im Gedenken an von Pechmann den „Wilhelm Freiherr von Pechmann-Preis“.
In der Begründung für den Preis heißt es: „Mit dem Preis wird an seine besonderen Verdienste um Humanität, Christentum und Kirchlichkeit in den Jahren vor, während und nach dem „Dritten Reich“ erinnert. Freiherr von Pechmann kämpfte um ein mutigeres Verhalten der Kirche gegenüber der Barbarei des Nationalsozialismus und dessen ‚Politik‘ der Judenverfolgung und -vernichtung. Mit dem Preis werden herausragende Leistungen ausgezeichnet, die sich dem Thema Zivilcourage in historisch-wissenschaftlicher Forschung oder in der Bildungsarbeit widmen. Außerdem können überzeugende Beispiele für Gemeinsinn und Zivilcourage in der heutigen Zeit gewürdigt werden“. Im Jahr 2008 war der Preis mit 10.000 Euro dotiert, zu gleichen Teilen gestiftet von der Evangelisch-Lutherische Kirche in Bayern und der Hypo Real Estate Bank.
Preisträger im Jahr 2008
- Jutta Neupert für die BR-Fernsehproduktion „Gottvertrauen und Zivilcourage. Evangelische Opfer des NS-Regimes“, in der Sendereihe „Stationen“, vom 21. November 2007
- das Sigena-Gymnasium, Nürnberg für den Gedenkband: „Verfolgt, Vertrieben, Ermordet. Die 120 Jüdinnen vom Mädchenlyzeum“, erarbeitet von Schülern der 9. Klasse, 2007
- Axel Töllner für sein Buch „Eine Frage der Rasse? Die Evangelisch-Lutherische Kirche in Bayern, der Arierparagraf und die bayerischen Pfarrfamilien mit jüdischen Vorfahren im ‚Dritten Reich’“, Stuttgart 2007

Preisträger im Jahr 2009
- Thomas Greif für sein Buch „Frankens braune Wallfahrt. Der Hesselberg im Dritten Reich“, Ansbach 2007 (ISBN 978-3-87707-698-9).
- Bürgerforum Gräfenberg für die „Initiative für Demokratie und gegen Rechtsextremismus“
- Sabine Gerhardus und Björn Mensing für die Buchveröffentlichung „Namen statt Nummern - Dachauer Lebensbilder und Erinnerungsarbeit“, Leipzig 2007 (ISBN 978-3-374-02488-9)

Im Jahr 2010 wurde kein Wilhelm-Freiherr-von-Pechmann-Preis vergeben.
Preisträger im Jahr 2011
- Emmi Hetzner und die Klasse M9 der Stephanie-Mittelschule Gunzenhausen für das Schulprojekt „Die Geschichte jüdischer Familien und ehemals jüdischer Wohnhäuser im Gunzenhausen des 20. Jahrhunderts“
- Maximiliane Saalfrank und Thies Marsen für das Radiohörbild „Blauer Strich heißt Leben, rotes Kreuz bedeutet Tod. Industrielle Ermordung. Vor 70 Jahren begann die Euthanasie der Nazis“, Bayern 2, 1. November 2010
- Jörg Skriebeleit für die Erinnerungs- und Bildungsarbeit der KZ-Gedenkstätte Flossenbürg, sowie Kerstin und Jörg Schröder (Evangelische Jugend Oberfranken), für das „International Youth Meeting Flossenbürg“
- Wolfgang Sommer erhielt den (undotierten) Ehrenpreis für seine Forschungsstudien

Im Jahr 2012 wurde kein Wilhelm-Freiherr-von-Pechmann-Preis vergeben.
Preisträger im Jahr 2013
- Christiane Moll für ihr Buch Alexander Schmorell, Christoph Probst: Gesammelte Briefe (Lukas Verlag, Berlin 2011).
- Katarina Agathos, Michael Farin und Susanne Heim für die vom Bayerischen Rundfunk in Zusammenarbeit mit dem Institut für Zeitgeschichte produzierte dokumentarische Höredition „Die Quellen sprechen. Die Verfolgung und Ermordung der europäischen Juden durch das nationalsozialistische Deutschland“
- Oberstufenschüler des Caspar-Vischer-Gymnasiums Kulmbach für das „Projekt Stolpersteine für Kulmbach“
- Gabriele Knetsch für ihre vom Bayerischen Rundfunk ausgestrahlte Hörfunksendung „Retterinnen ohne Ruhm. Zivilcourage im Nationalsozialismus“[8]